# M.W. Craven
Pour les articles homonymes, voir Craven.
Œuvres principales
The Puppet Show
Mike W. Craven, né en 1968, est un romancier britannique, auteur de roman policier.

## Biographie
Mike W. Craven grandit à Newcastle upon Tyne avant de s'engager dans l'armée à l'âge de 16 ans. En 1995, il quitte l'armée et termine ses études en travail social avec spécialisation en criminologie, psychologie et toxicomanie. En 1999, il rejoint le service de probation de Cumbria en tant qu'agent de probation, gravissant les échelons jusqu'au grade d'officier en chef. 
En 2015, M.W. Craven publie un recueil de nouvelles et un premier roman, Born in a Burial Gown, mettant en scène Avison Fluke, inspecteur-détective dans le comté de Cumbria.
En 2018, avec The Puppet Show, il commence une nouvelle série consacrée à Washington Poe, un détective et Tilly Bradshaw, une analyste civile maladroite, dans le Lake District. Avec ce roman, il est lauréat du Gold Dagger Award 2019.

## Œuvre

### Romans

#### SérieAvison Fluke
- Born in a Burial Gown (2015)
- Body Breaker (2017)

#### SérieWashington Poe et Tilly Bradshaw
- The Puppet Show (2018)
  - Le Cercle de pierres, Éditions de L'Archipel (2022)
- Black Summer(2019)
  - Black Summer, Éditions de L'Archipel (2019)
- The Curator (2020)
  - Le Guérisseur, Éditions de L'Archipel (2024)
- Dead Ground (2021)
- The Botanist (2022)

#### SérieBen Koenig
- Fearless (2023)
- Nobody’s Hero (2024)

### Recueil de nouvelles

#### SérieAvison Fluke
- Assume Nothing, Believe Nobody, Challenge Everything (2015)

## Prix et nomination

### Prix
- Gold Dagger Award 2019 pour The Puppet Show[2]
- Steel Dagger Award 2022 pour Dead Ground[2]

### Nominations
- Steel Dagger Award 2023 pour The Botanist[2]
- CWA Ian Fleming Steel Dagger 2025 pour Nobody’s Hero[2]